# Vinexport
Vinexport Focșani este o companie producătoare de vin din România.
Compania produce vinuri din soiurile Fetească Neagră, Băbească Neagră, Sauvignon Blanc, Galbenă de Odobești, Fetească Regală, Muscat Ottonel, Cabernet Sauvignon, Riesling Italian, cultivate în podgoriile Cotești, Odobești, Nicorești și Dealurile Vrancei.
Compania Vinexport Focșani este deținută de familia Jitea și de Constantin Busca.
Număr de angajați în 2001: 78 
Cifra de afaceri:
- 2007: 37,5 milioane lei (11,3 milioane euro) [1]
- 2006: 42 milioane lei (12 milioane euro) [3]